# Британская пехота
Британская пехота, официально Пехота Британской армии (англ. British Army's Infantry) — крупнейший род войск Британской армии (сухопутных сил Великобритании), состоящий из 51 батальона пехоты, распределённого по 19 полкам. 
Из них 37 батальонов относятся к регулярной армии, а 14 остальных — к Армейскому резерву. Британская пехота представляет собой очень гибкую организацию, в состав пехоты входят также механизированные, бронетанковые, воздушно-десантные подразделения и силы лёгкой пехоты. Условно пехоту можно классифицировать на гвардейскую и армейскую (она же линейная). В составе армейской есть шефские полки, шефами которых являются члены королевской семьи.

## История
Первые регулярным пехотным полком будущей Британской армии (на тот момент ещё отдельно английская и шотландская, но после объединения Англии и Шотландии в 1707 г. уже британская) стал сформированный в 1633 г. для службы во Франции во время Тридцатилетней войны Королевский пехотный полк (Royal Regiment of Foot)
Тактика боя полков: линейное построение (линейная пехота) и залп по команде из мушкетов (не считая пикинёров). Цвет мундиров был выбран красный.

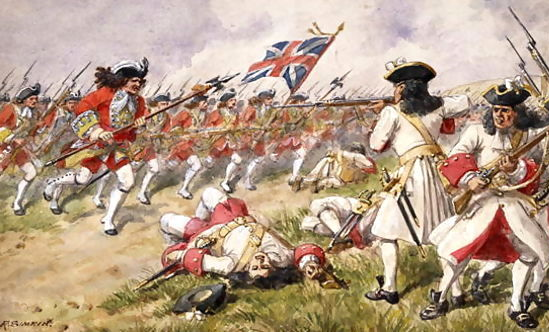
Битва при Рамильи, 16-й пехотный полк атакует французов.

После объединения Англии и Шотландии в 1707 году число пехотных британских полков увеличилось до 39 (наибольшее количество вновь сформированных полков приходится на 1685 год). К этому времени уже появились такие знаменитые в дальнейшем полки как Колдстримская гвардия и Шотландская гвардия (название после переформирования в 1661 году). В 1751 году королевским указом полкам была присвоена нумерация (до этого подразделения носили имена своих полковников). 
В период Семилетней войны (1756—1763) число британских пехотных полков резко увеличилось, но в связи с её окончанием половина вновь сформированных полков подверглась расформированию.
В 1756 году в британских колониях в Северной Америке был сформирован 62-й королевский американский пехотный полк (с 1757 года нумерация полка была изменена на 60-й), набранного из местных колонистов и иностранных офицеров для защиты от французских войск. Основная задача вновь созданного полка заключалась в более эффективном ведении боевых действий в лесистой местности. Отличительной чертой вновь созданного формирования от других пехотных полков было прежде всего то, что в нём, помимо линейных батальонов, появились подразделения нового образца — стрелков, чья тактика боя была основанная не на стрельбе из сомкнутого линейного строя по команде, а на рассыпном строе и стрельбе по инициативе самих стрелков. Вооружение стрелков также отличалось от линейных полков: вместо привычного гладкоствольного ружья Браун Бесс были закуплены штуцеры немецкого образца, позволяющие стрелять точнее и дальше. 
В 1781 году кроме номерных обозначений полков были введены дополнительно и региональные названия подразделений в соответствии с тем, из каких мест они происходили (исключение составляют элитные полки). На 1793 год численность регулярных пехотных формирований составляла 81 полк, не считая подразделений инвалидов, милиции и пехотных частей, находящихся в Австралии и Канаде. Обычно пехотный полк состоял из одного батальона, но в виде исключения встречались двух- и трёхбатальонные полки. В 1794 году вновь произошло резкое увеличение числа полков.

### Войны с Наполеоном
В период Наполеоновских войн (1796-1815) регулярных британских пехотных полков было 104; кроме того, было создано множество добровольческих пехотных частей. Общая численность пехоты на 1808 год составляла 176.000 человек. Большинство полков состояло из двух батальонов по 10 рот в каждом (рота насчитывала около 100 солдат плюс офицеры, унтер-офицеры и музыканты), из них восемь рот линейной пехоты, одна гренадерская и одна лёгкая пехотная рота (застрельщики).
На вооружении пехотных полков в основной массе состояли ружья Браун Бесс, позволяющие делать британцам 3 выстрела в минуту. По-прежнему практиковалась покупка офицерских званий, но частые потери во время боевых операций привели к тому, что эти звания чаще присваивались (5 % офицеров в период наполеоновских войн вышли из нижних чинов). Младшие офицеры имели один погон на правом плече, для старших офицеров это была пара. Цвет мундиров по-прежнему оставался красный, брюки темно-синего или белого цвета, в шотландских полках в основной своей массе вместо брюк полагалась клетчатая юбка-килт.
Привлечение нижних чинов в пехотные части происходило на добровольной основе; часто туда шли люди, чья гражданская жизнь была ещё хуже, чем она могла быть в армии. Срок контракта составлял 7 лет (на 1806 год). Часто к службе привлекали иностранных наёмников из Ганновера, Брауншвейга и других государств.
В 1800 году появилось второе британское стрелковое формирование, известное как «Экспериментальный стрелковый корпус», на этот раз вооружённый штуцерами Бейкера» В нём передача команд происходила не с помощью барабанной дроби (как в линейных полках), а с помощью звука рожка (горна). Также для стрелков был введён и другой цвет мундиров: вместо привычного красного появился защитный зелёный. 
В 1803 году впервые появилось подразделение, целиком состоящее только из лёгкой пехоты (52-й Оксфордширский лёгкий пехотный полк). Отличительной эмблемой полка, как и у подразделений стрелков, было изображение рожка, что роднило их между собой, что нельзя сказать о тактике боя, где между ними было всё же существенное различие.
Самая знаменитая битва, в которой приняла участие британская пехота, состоялась у деревни Ватерлоо (в современной Бельгии) 18 июня 1815 года. В этом сражении пехотные британские части (23 полка) проявили себя в полной мере. Все отличившиеся в этой битве пехотные полки были удостоены надписи «WATERLOO» на своих знамёнах или на других полковых атрибутах.

### Крымская война
Следующей полномасштабной кампанией для британской пехоты стала Крымская война (1853—1856), где она себя могла проявить, начиная с высадки в Крыму 14 сентября 1854 года.

20-й пехотный полк в битве при Инкермане

20 сентября состоялась битва с русскими войсками на реке Альма, где благодаря дисциплинированности и напору британской пехоты это сражение закончилось победой союзников (кроме Великобритании в этой войне принимали участие Франция, Турция и Сардинское королевство). Из 26 пехотных полков и одной стрелковой бригады, принимавших участие в этой битве, 24 полка и Стрелковая бригада (Rifle Brigade) удостоились надписи “ALMA” на своих знаменах и полковых атрибутах. Второе сражение, где британская пехота приняла участие, состоялась под городком-портом Балаклава 25 октября 1854 года. В этой битве приняло участие только одно (остальные пехотные полки не успели подойти) пехотное подразделение британской армии — 93-й хайлендский пехотный полк (93rd Highlanders). С приближением русской кавалерии и при невозможности сдержать её с флангов генерал Колин Кэмпбелл принял решение вместо четырёхрядного построения выставить горцев в растянутую двухрядную шеренгу. Благодаря быстрой перезарядке винтовок (винтовка Энфилда) и соответственно быстрой залповой стрельбе атака была отбита без потерь для горцев 93-го. С того момента в обиход вошла фраза «тонкая красная линия» (по цвету английских мундиров), ставшая символом британского хладнокровия.
Третье сражение с участием британской пехоты, названое «Битвой солдат», произошло под крепостью-городком Инкерманом 5 ноября 1854 года. В нём приняли участие 27 пехотных подразделений британской армии. Несмотря на почти троекратное численное превосходство русских войск, это сражение закончилось в пользу союзников. Отличившиеся пехотные части получили на своих полковых атрибутах и знаменах надпись «INKERMANN».
Четвёртое сражение, а вернее осада и взятие южной основной части города-порта Севастополя происходило 11 сентября 1854 — 11 сентября 1855 гг. На этот раз для британской пехоты это не было красивым сражением, а было испытанием на прочность, полным лишений, голода, холода и болезней. В осаде приняло участие 47 пехотных полков (включая и Стрелковую бригаду). За Севастополь отличившиеся пехотные части получили на полковых знаменах и атрибутах надпись «SEVASTOPOL».

### Военные реформы

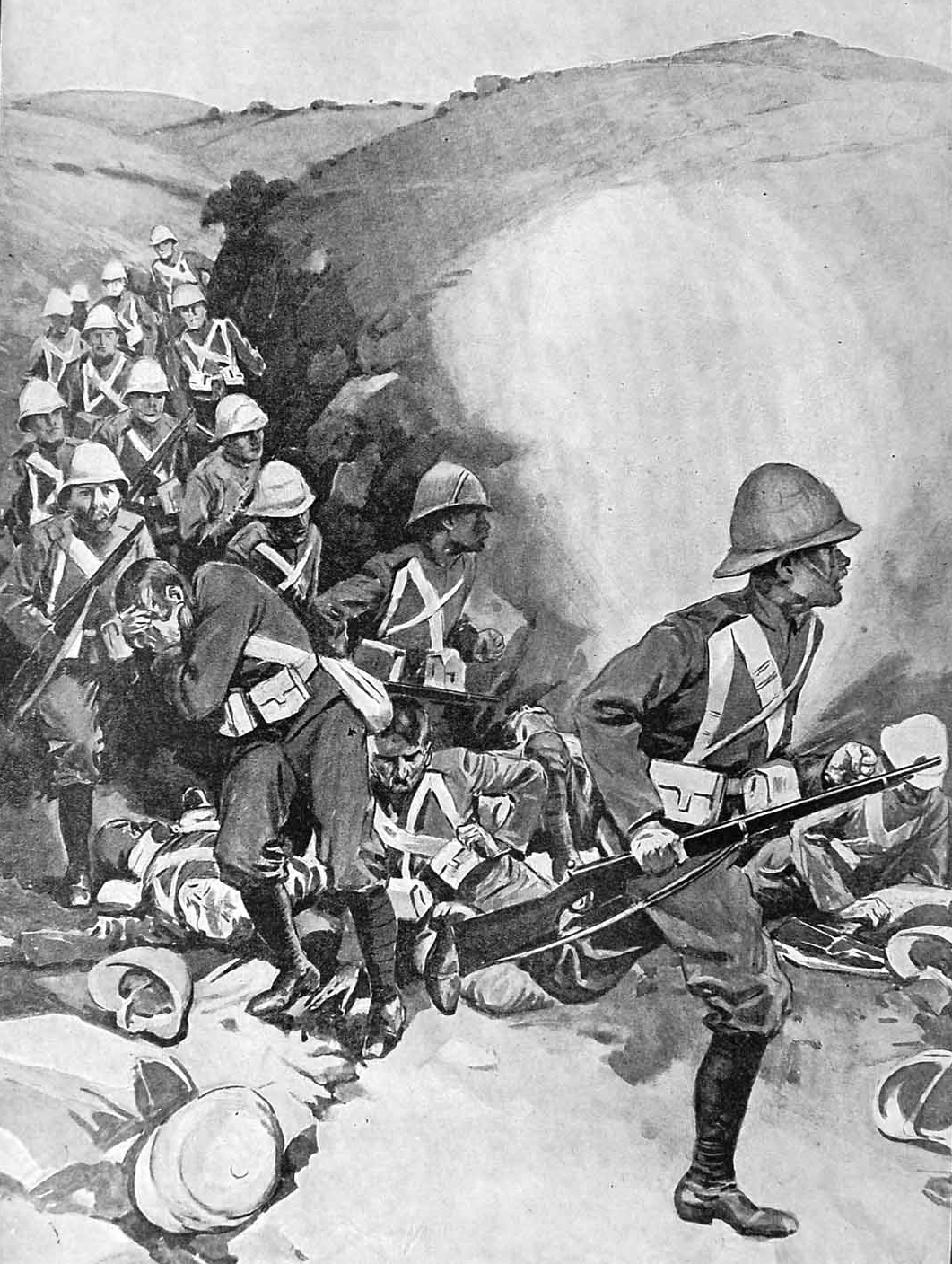
Британская пехота в англо-бурской войне

В 1859 году были созданы нерегулярные пехотные части добровольцев (волонтёров).
С 1868 года по 1874 год британскую пехоту коснулись реформы статс-секретаря по военным делам Эдварда Кардуэлла. Были отменены телесные наказания и покупка офицерского звания. Также был уменьшен контрактный срок службы до 6 лет (с конца наполеоновских войн по 1847 г. срок службы составлял 21 год, после этого до 1870 г. он мог варьироваться до 12 лет). Кроме того, было введено положение, по которому пока один батальон полка служил за границей, другой должен был нести службу на Британских островах. Милиция, как правило, составляла третий батальон. 
В результате реформ другого статс-секретаря по военным делам Хью Чайлдерса (1880-1882 гг.) стали формировать в большинстве случаев из двух регулярных пехотных полков один, отменив при этом их нумерацию, но оставив их прежние названия (как правило, название одного из двух полков становилось общим). В некоторых случаях это были новые названия. В результате этого реформирования количество регулярных пехотных полков сократилось с 117 до 74.
В 1902 году на смену традиционным пехотным красным мундирам пришла полевая форма цвета хаки, предназначенная для повседневного ношения и для боевых действий, но в выходные дни и на парадах красный цвет остался преобладающим. В течение XX века соответственно менялось и вооружение. 
В 1907 году пехотные части были вновь реформированы. По инициативе очередного статс-секретаря по военным делам Ричарда Бурдона Халдейна (1905-1912 гг.) был принят закон о территориальных и резервных силах, в результате которого произошла реорганизация добровольческих сил и милиции. Все добровольческие структуры были преобразованы в Территориальные силы, а милицейские батальоны были расформированы или переведены в «Специальный резерв».
После реформ в британской пехоте было 157 батальонов, сведённых в 3 гвардейских и 69 линейных полков. Основною единицею, административной и боевой, являлся батальон, полк являлся лишь территориальным наименованием. Кроме регулярных батальонов, к каждому полку было приписано по несколько батальонов резервистов и территориальных войск. В большинстве полков было 2 регулярных батальона, из которых один находился на службе вне Великобритании (в основном, в Британской Индии, а другой дома, заведуя полковым депо, учётом резервистов, вербуя и обучая новобранцев и подготовляя обученных людей на укомплектование первого батальона. 
Большая часть регулярных войск, находящихся в Великобритании, образовывала экспедиционную армию, состоящую из 6 полевых и 1 кавалерийской дивизий. Численность этой армии была определена по штатам военного времени в 160.000 человек. Полевая дивизия включала 3 пехотных бригады по 4 батальона.
Территориальные силы были предназначена для обороны Великобритании от вторжения (десанта), когда экспедиционная армия покинет Великобританию. Они комплектовались добровольцами и в мирное время проходили лишь ежегодные учебные сборы (8—15 дней). 

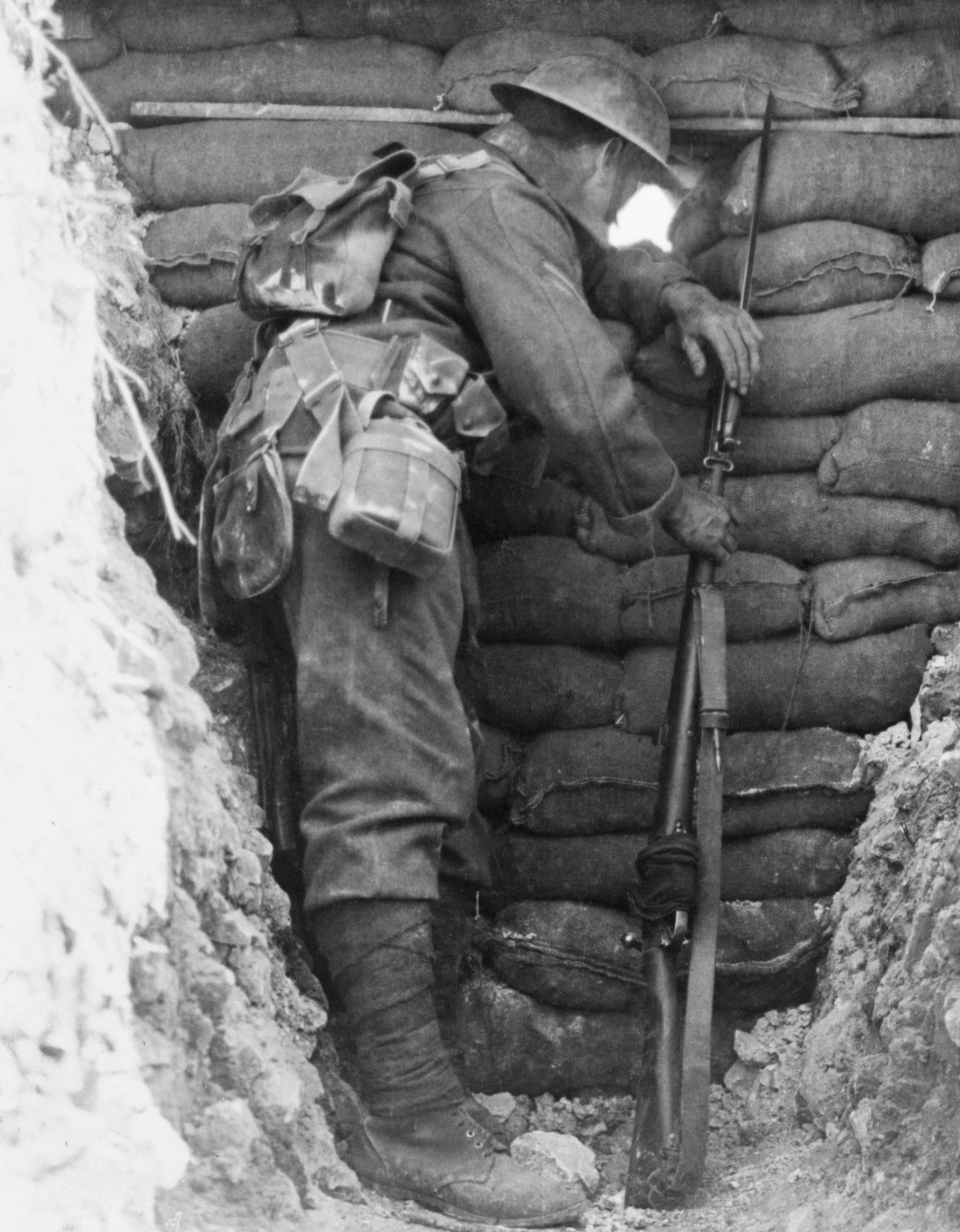
Британский пехотинец в окопе во время Первой мировой войны

Специальный резерв также комплектовался добровольцами и в мирное время проходил лишь ежегодные учебные сборы. В военное время он предназначался для пополнения убыли в рядах регулярной армии (когда иссякнет регулярный резерв) и для формирования артиллерийских парков и некоторых частей тыловых войск. Специальный резерв был сведён в 101 батальон, которые были приписаны к территориальным полкам и 6 артиллерийских учебных бригад. 
Резерв регулярной армии образовывался из бывших военнослужащих регулярной армии. Назначение этого резерва заключалось в укомплектовании регулярной армии до штатов военного времени при мобилизации и пополнение убыли в ней в военное время.

### Первая мировая война
Спустя два года после начала  Первой мировой войны в Великобритании была введена всеобщая воинская повинность, и основная часть призывников влилась в пехотные части. 
В 1920 года Территориальные силы были переформированы в Территориальную армию.

### Вторая мировая война
Во время Второй мировой войны вновь была введена всеобщая воинская повинность, и большинство призывников вновь попало в пехотные части Британской армии (всеобщая воинская повинность была отменена в Великобритании в 1960 году).

### Послевоенный период

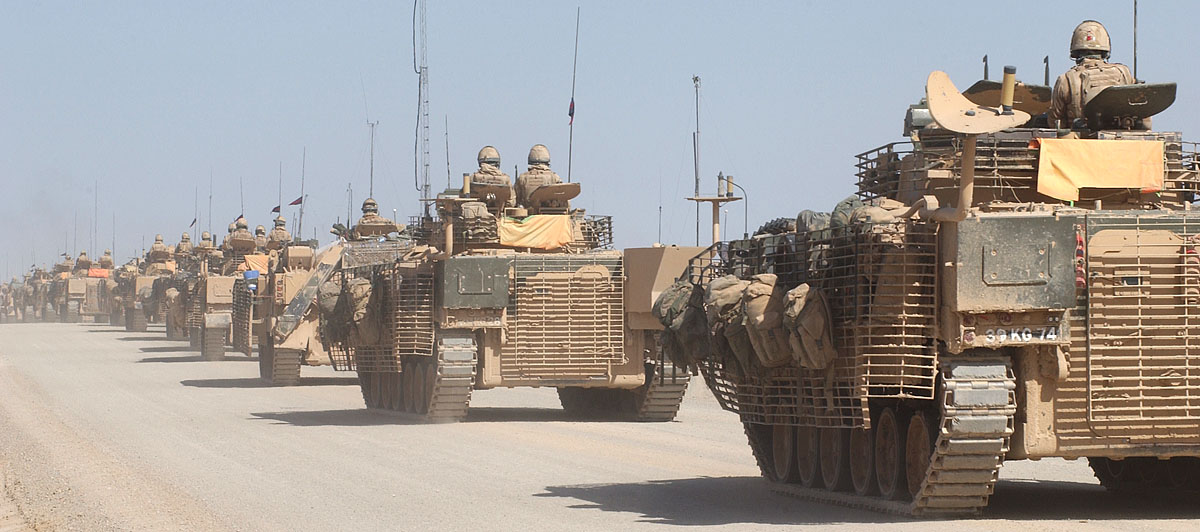
Колонна БМП «Уорриор» Шотландского гвардейского полка перемещается по провинции Гильменд, 14 февраля 2008.

В 1967 году пехотные части Территориальной армии были преобразованы в Территориальный и армейский добровольческий резерв, а с 1979 года — снова в Территориальную армию.
C 1968 г. по 2007 г. многие британские пехотные полки были реорганизованы путём объединения нескольких полков в один.
В 2014 г. Территориальную армию переименовали в Армейский резерв.

## Набор и обучение

### Набор
Традиционно набор в полки, которые составляют ядро Британской армии (пехота и кавалерия), вёлся и ведётся с учётом различных территорий Великобритании. Каждый пехотный полк с середины XVIII века связан с определённой территорией, жителей которой он мог вербовать в свои ряды. В 1860-х годах это положение было законодательно закреплено после предложения Эдуарда Кардуэлла. Согласно этой схеме, пехотные полки включали в себя теперь не один, а два батальона, и им автоматически назначалась территория для вербовки солдат (как правило, она могла составлять часть графства, а иногда и всё графство). Полк же получал право включить в своё название имя графства, что привело к создании концепции «полка графства» и связыванию конкретной территории с конкретным подразделением. Со временем объединение полков продолжалось, что привело к расширению территорий набора. Как правило, объединялись полки, чьи территории набора граничили друг с другом, хотя существовали и исключения из правил: например, Королевский полк фузилёров (Нортумберленд, Уорикшир, старый Лондон и Ланкашир) и Лёгкий пехотный полк (Корнуолл, Сомерсет, Шропшир, Южный Йоркшир и Дарем).
К сентябрю 2007 года реформы были завершены, и в Британской армии в итоге насчитывалось 18 полков. Четыре полка гвардии вербуются из представителей «домашних наций» (англичан, шотландцев, валлийцев и ирландцев), а пятый — Колдстримский гвардейский полк — вербуется из жителей графств, расположенных между Колдстримом и Лондоном. Шотландия, Ирландия и Уэльс располагают также своими полками линейной пехоты, куда набираются, соответственно, шотландцы, ирландцы и валлийцы (при том, что батальоны Королевского полка Шотландии набираются из тех же графств, где и раньше). В распоряжении Англии есть семь полков. Специально в Парашютный полк набираются добровольцы со всей страны, в ряды Королевских гуркхских стрелков — почти всегда выходцы из Непала, а в Королевский Гибралтарский полк — представители Содружества наций.
До начала Второй мировой войны рост новобранца должен был составлять не менее 157 см. Официальный срок службы составляет 7 лет, ещё 5 лет солдат числится в резерве. Обучение каждый полк проводит на собственной территории.

### Обучение
В отличие от других подразделений Британской армии, обучение рекрутов проводится в рамках специального курса в Центре обучения пехоты в Каттерике. Курс под названием «Курс бойца пехоты» (англ. Combat Infantryman's Course) продолжается в течение 26 недель: на первой фазе обучения солдаты изучают основы военного дела, а на второй фазе обучения изучают непосредственно основы службы в пехотных частях. По окончании курса солдат отправляется в свой батальон. Для некоторых подразделений пехоты курс длится дольше 26 недель по причине особых требований:
- для пешей гвардии дополнительно вводятся две недели дополнительной нагрузки;
- для Парашютного полка дополнительно вводятся две недели предварительной подготовки;
- для бригады гуркхов общая продолжительность курса составляет 37 дней, куда входят изучение устава, британской культуры и истории, а также полный курс английского языка как иностранного.

Обучение для офицеров в рамках первой фазы завершается в Королевской военной академии в Сандхерсте. Вторая фаза для офицеров, известная как «Курс командования взводом» (англ. Platoon Commander's Battle Course), проводится в Военной пехотной школе в Бреконе (Уэльс), где командиры изучают тактику и принципы управления. Туда же отправляются офицеры для повышения квалификации и возможного повышения в звании, что считается третьей фазой обучения. Она проводится дополнительно в Школе оружейной поддержки в Уорминстере, где солдаты и офицеры учатся использованию миномётов, противотанковых орудий и т.д., а также овладевают основами коммуникаций. Подразделения Территориальной обороны проводят предварительную подготовку в Региональных центрах перед двухнедельным курсом в Каттерике.

## Пехотные полки

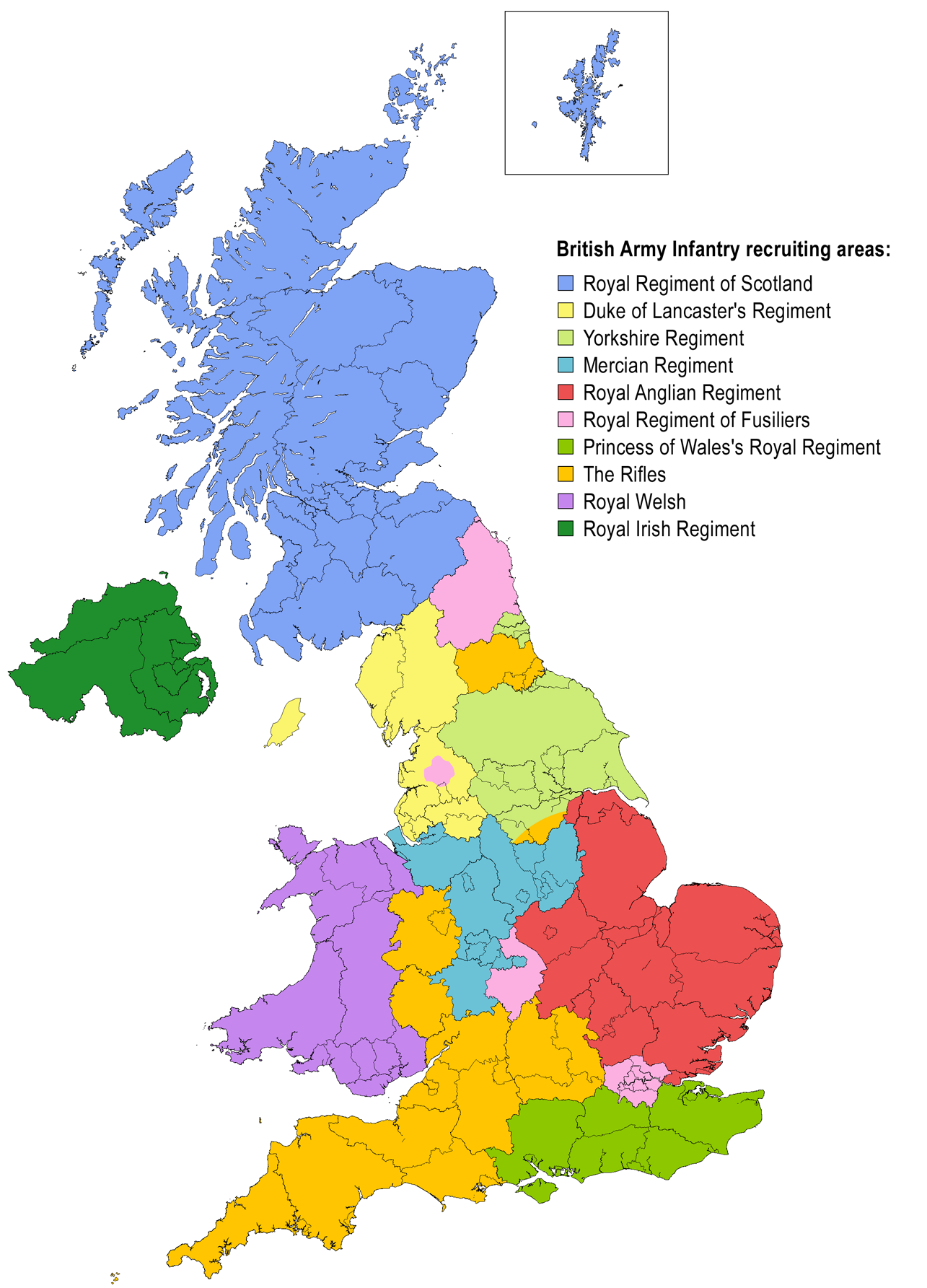
Границы территорий набора в регулярные армейские пехотные полки Британской армии

### Гвардейские
- Гренадерский гвардейский полк (Grenadier Guards)
- Колдстримский гвардейский полк (Coldstream Guards)
- Шотландский гвардейский полк (Scots Guards)
- Ирландский гвардейский полк (Irish Guards)
- Валлийский гвардейский полк (Welsh Guards)
- Лондонский гвардейский полк (London Guards)

### Армейские
- Королевский английский полк (Royal Anglian Regiment)
- Королевский валлийский полк (Royal Welsh)
- Королевский гуркхский стрелковый полк (Royal Gurkha Rifles)
- Королевский ирландский полк (Royal Irish Regiment)
- Королевский йоркширский полк (Royal Yorkshire Regiment)
- Королевский полк принцессы Уэльской (Princess of Wales’s Royal Regiment)
- Королевский полк фузилёров (Royal Regiment of Fusiliers)
- Королевский полк Шотландии (Royal Regiment of Scotland)
- Мерсийский полк (Mercian Regiment)
- Парашютный полк (Parachute Regiment)
- Полк герцога Ланкастера (Duke of Lancaster’s Regiment)
- Рейнджерский полк (Ranger Regiment)
- Стрелковый полк (Rifles)

## Внешние ссылки
- Официальная страница британской пехоты  (англ.)